# Smyth Report

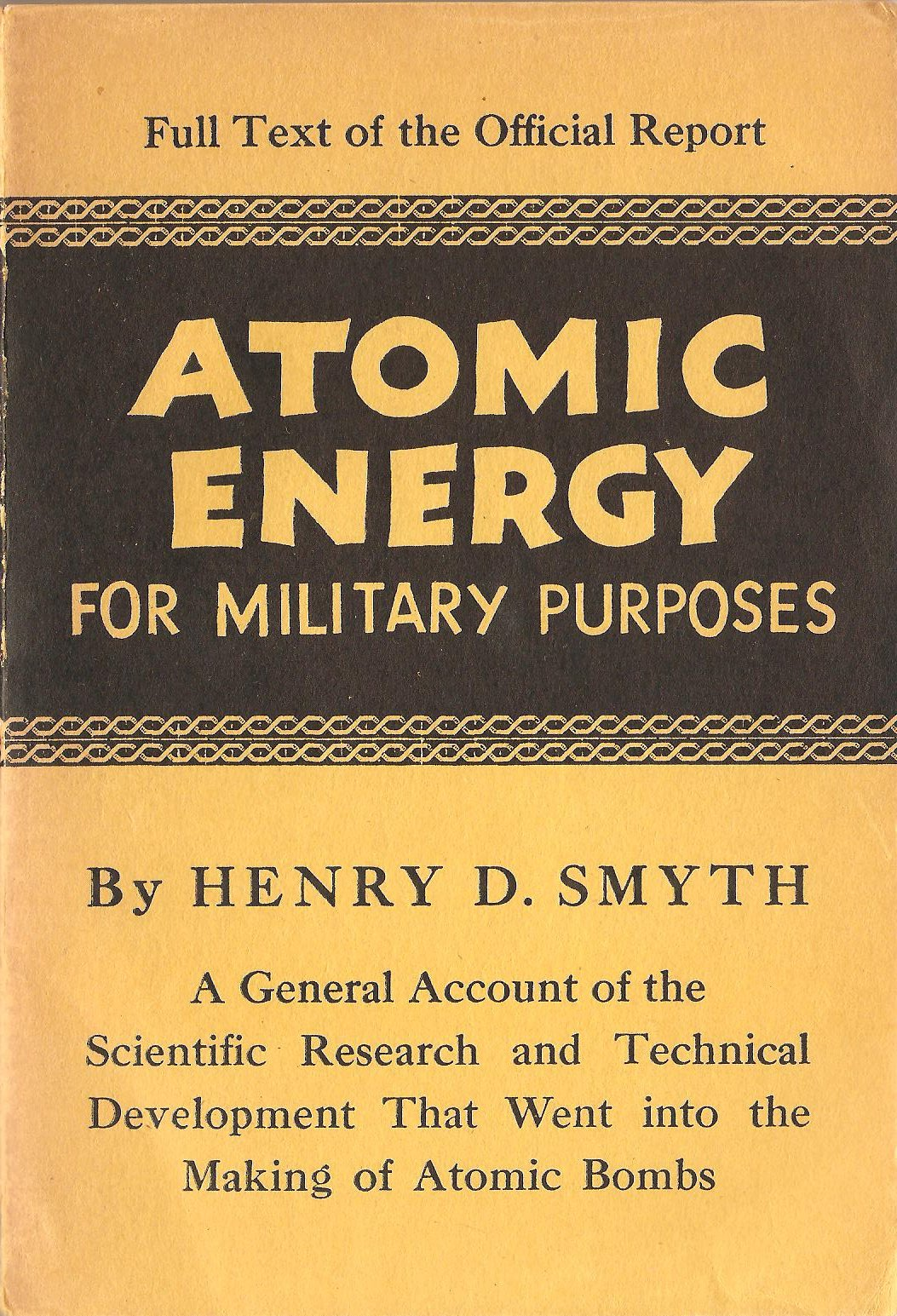
Smyth Report.

Le Smyth Report (« rapport Smyth ») est le nom donné à un rapport administratif écrit par le physicien Henry DeWolf Smyth sur le projet Manhattan, l'effort des Alliés à développer la bombe atomique pendant la Seconde Guerre mondiale. Le titre complet du rapport est A General Account of the Development of Methods of Using Atomic Energy for Military Purposes (« Un compte-rendu général de l'élaboration des méthodes de l'utilisation de l'énergie atomique à des fins militaires »). Il est rendu public le 12 août 1945, quelques jours seulement après les bombardements atomiques d'Hiroshima et Nagasaki les 6 et 9 août 1945.
Smyth est mandaté pour rédiger le rapport par le major-général Leslie Richard Groves, le directeur du projet Manhattan. Le Smyth Report est le premier rapport officiel du gouvernement sur l'évolution des bombes atomiques et les processus physiques de base qu'elles impliquent.